# Mickaël Clarico
Mickaël Clarico, né le 19 octobre 1985, est un coureur cycliste français.

## Palmarès
- 2005
  - 2e du Tour de Guyane
- 2006
  - 4e étape du Tour de Guadeloupe
- 2007
  - 4e étape du Trophée de la Caraïbe
- 2008
  - 7e étape du Tour de Guyane
- 2010
  -  Champion des Caraïbes du contre-la-montre
- 2014
  - 8e étape du Tour de Guyane
- 2015
  - 4ea étape du Tour de Marie-Galante

## Classements mondiaux
| Année            | 2006 | 2007 | 2008 | 2009 | 2010 | 2011 | 2012 |
| ---------------- | ---- | ---- | ---- | ---- | ---- | ---- | ---- |
| UCI America Tour |      |      | 327e |      | 407e | 385e | 393e |
| UCI Europe Tour  | 968e |      |      |      |      |      | 971e |